# 達蘭·穆森
達蘭·穆森（英語：Dalan Musson）是一名美國編劇，因其在《钢铁苍穹2：即临种族》（2019年）和《獵鷹與酷寒戰士》（2021年）的工作而知名。

## 職業生涯
2007年，穆森為電子遊戲《黃金羅盤》撰寫劇本，以此開始他的職業生涯。2009年，他擔任紀錄片《See What I'm Saying: The Deaf Entertainers Documentary》的編劇。2012年11月，他被聘請為《Jeremiah Harm》的編劇。2014年，他開始撰寫《钢铁苍穹2：即临种族》的劇本。2021年，他為《獵鷹與酷寒戰士》的其中一集「真相」編劇。他因與麥爾坎·斯貝爾曼共同編寫MCU中的《美國隊長：無畏新世界》電影而獲得關注。

## 影視作品
| 年份 | 標題                                                       | 備註           |
| ---- | ---------------------------------------------------------- | -------------- |
| 2007 | 《黃金羅盤》                                               | 電子遊戲       |
| 2009 | 《See What I'm Saying: The Deaf Entertainers Documentary》 | [ 2 ]          |
| 2019 | 《钢铁苍穹2：即临种族》                                    | [ 7 ]          |
| 2021 | 《獵鷹與酷寒戰士》                                         | 集數：「真相」 |
| 2025 | 《美國隊長：無畏新世界》                                   |                |

## 外部連結
- 達蘭·穆森在互联网电影资料库（IMDb）上的資料（英文）